# 퀸 빅토리아 마켓

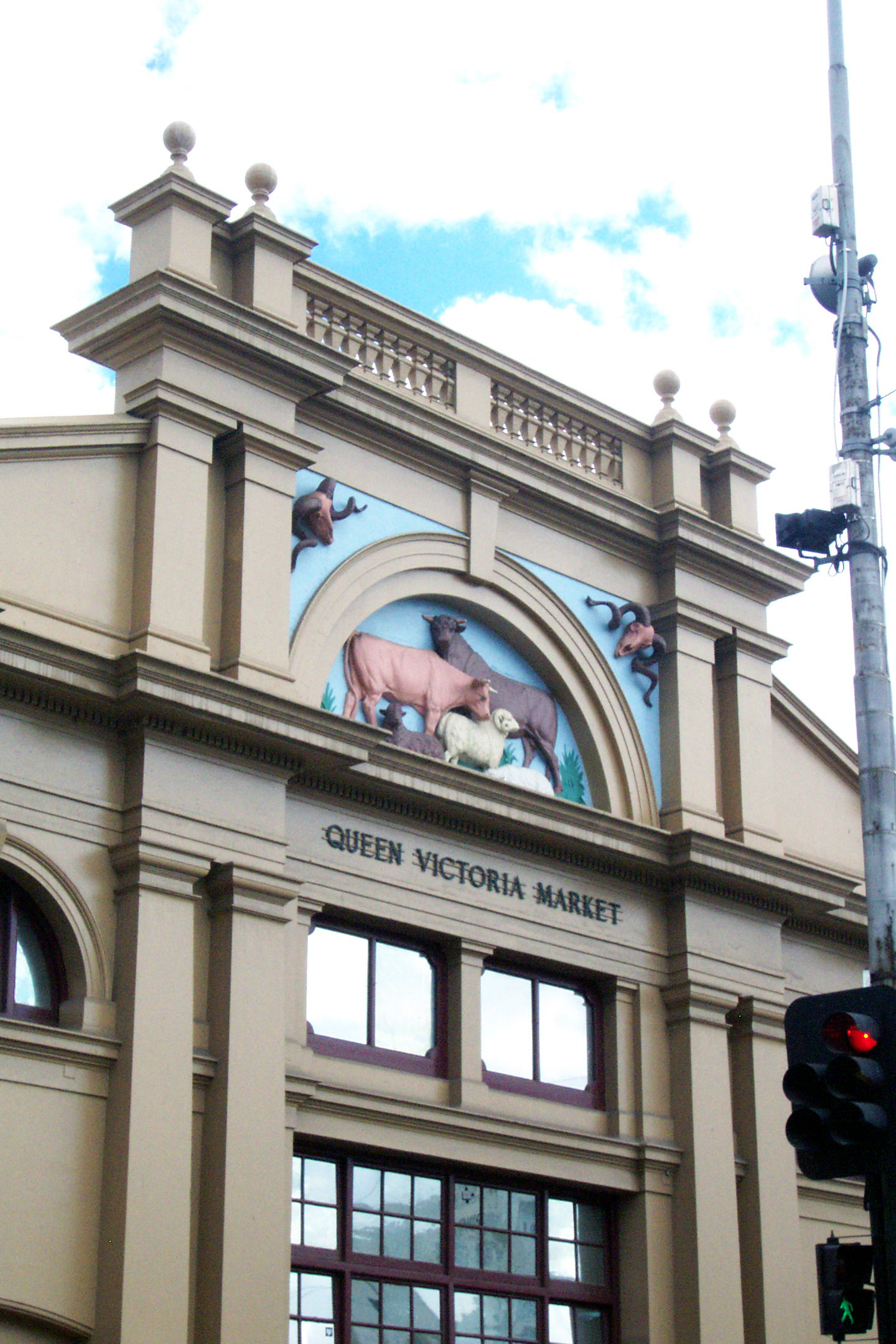
퀸 빅토리아 마켓

퀸 빅토리아 마켓(영어: Queen Victoria Market)은 호주 멜버른에서 열리는 재래시장이다. 퀸 빅 마켓, 퀸 빅, 빅 마켓이라고도 알려져 있다 한다. 기념품, 과일, 옷가지 등을 저렴하게 판매한다. 일주일에 두 번 정도 쉰다. 멜버른에서 가장 오래된 시장으로, 1850년대에 멜버른 동쪽지역에서 작은 시장으로 시작되어 점차 확장되었다. 저렴한 가격과 다양한 상품으로 멜버른 시민들뿐 아니라 많은 관광객들이 찾는다. 매주 수요일 밤마다 야시장을 연다.

## 역사
시장은 1860년대 후반에 설립되었다. 중앙에 위치한 퀸 빅토리아 마켓 (Queen Victoria Market)은 도시의 다른 지역에 위치한 여러 소규모 시장을 대체했다. 이곳은 1867년부터 1936년까지 왕성하게 개발되었다. 20세기와 21세기 동안 시장은 사소한 확장과 업그레이드를 거쳤다. 보다 실질적인 재개발을 위한 제안은 현재까지 계속된다.

## 간략한 타임라인
- 1868 시장의 건설이 처음 시작 됨
- 1869 처음 도매시장으로 사용 육식 홀 개관
- 1874 고기 시장이 소매시장으로 운영되기 시작
- 1877 창고 G,H 구역 첫 개설. 과일과 채소시장으로 이용
- 1877-1878 A-E구역 완료
- 1878 퀸 빅토리아 마켓으로 공식 개장
- 1888-1889 빅토리아 퍼레이드를 따라 상점을 지음
- 1917-1923 위원회에서 추가 토지획득. 시장을 서쪽과 남쪽으로 확장
- 1926-1928 유제품 생산 홀 개설
- 1930 프랭클린 스트리트 매장 건설
- 1936 전체 개발 완료
- 1979 3월 25일 첫 일요일 시장.
- 1980-1982 육식 홀 확장
- 1988 빅토리아 스퀘어 매장 오픈
- 1998 첫 밤 시장 오픈